# Anne Linnet

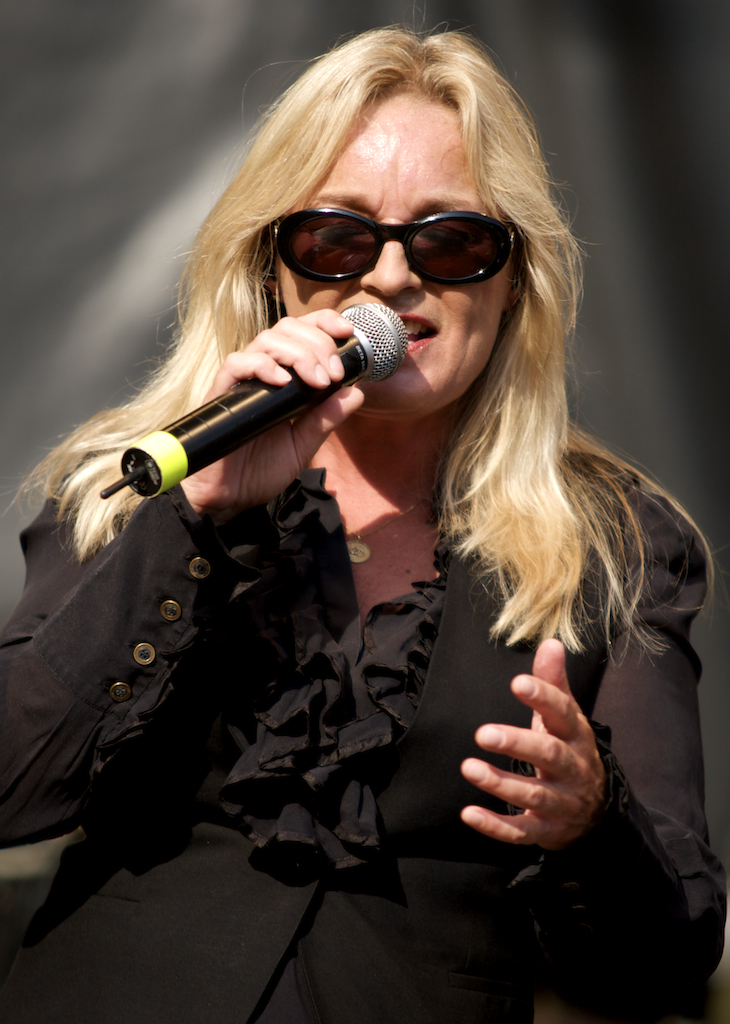
Anne Linnet

Anne Linnet (Aarhus, 30 juli 1953) is een Deense zangeres, componiste en schilderes.

## Biografie
Linnet werd opgeleid aan het gymnasium in Aarhus en studeerde vervolgens aan het conservatorium van Jutland. In 1970 sloot zij zich aan bij de groep Tears, die in Århus en omgeving al naam gemaakt had. Samen met deze band bracht zij twee albums uit, waarna zij zich in 1973 aansloot bij een nieuwe groep Shit & Chanel. Deze geheel uit vrouwen gevormde groep had in Denemarken veel succes, maar de spanningen liepen hoog op. Ook buiten de groep, toen het huis Chanel gerechtelijke stappen dreigde te ondernemen tegen het gebruiken van zijn naam. Een van de hits van Shit & Chanel was Smuk og dejlig, een compositie van Linnet zelf.
Intussen was de zangeres getrouwd met de Deense jazzsaxofonist Holger Laumann. Uit het in 1985 ontbonden huwelijk werden twee kinderen geboren: Eva en Jan Martin. Na haar huwelijk had Linnet relaties met zowel mannen als vrouwen, waardoor zij een kopstuk van de Deense lesbische wereld werd.
Na het uiteenvallen van Shit & Chanel toerde zij door Denemarken met haar eigen Anne Linnet Band en vanaf 1980 ook met de band Marquis de Sade.
Succes had zij met haar filmmuziek bij de film Barndommens gade, het gelijknamige nummer werd in Denemarken een grote hit. Ook haar Tusind stykker, afkomstig van het album Jeg er Jo Lige Her (1988) bracht het in Denemarken tot de status van klassieker.
Sindsdien heeft Linnet zich ook op andere terreinen dan de popmuziek ontplooid. In 1996 componeerde zij een kameropera (Thorvaldsen). Al in 1983 kwam haar eerste gedichtenbundel uit, gevolgd door meer literair werk en (in 2000) een kinderboek en in 2006 had zij haar eerste soloexpositie in Kopenhagen met haar schilderijen.
Linnet treedt nog altijd regelmatig op, ook met collegazangeres Sanne Salomonsen, met wie zij in Shit & Chanel samenwerkte.

## Discografie (selectie)
- Lyset Anne Linnet & Tears (1972) (single)
- Sweet Thing (1973)
- Anne Linnet (1974)
- Kvindesind (1977)
- Yoy're Crazy (1979)
- Go' Søndag Morgen (1980)
- Marquis De Sade (1983)
- Berlin '84 (1984)
- Hvid Magi (1985), Marquis de Sade
- En Elsker (1986), Marquis de Sade
- Barndommens Gade (1986)
- Jeg Er Jo Lige Her (1988)
- Kvindesind (1988)
- Min Sang (1989)
- Det' Så Dansk (1991)
- Tal til mig (1993)
- Pige, træd varsomt (1995)
- Jeg og du (2000)
- Over Mig Under Mig (2002)
- Anne Linnet (2008)

- Bibsys: 1026412
- Gemeinsame Normdatei: 134445864
- International Standard Name Identifier: 0000 0000 3894 1739
- Library of Congress Control Number: nb2006004870
- MusicBrainz: 194e436d-c00a-4772-9c8e-48f7f32c95a4
- Virtual International Authority File: 58600608
- WorldCat: E39PBJrGwvyKFtHFdDtQkdyfMP